# Мартынов, Пётр Никифорович
Пётр Никифорович Мартынов (1 июля 1946 года, деревня Жданово, Барятинский район, Калужская область — 11 января 2016 года, Обнинск, Московская область) — российский физик-ядерщик, доктор технических наук, профессор.

## Биография
Родился в семье госслужащих, был пятым ребенком в семье. В 1963 году окончил Барятинскую среднюю школу. Поступил в Московский институт химического машиностроения на факультет автоматизации химических производств, который окончил в 1968 году.
После института поступил на работу Физико-энергетический институт. Прошёл путь от лаборанта до начальника отдела. В 2010 году занял должность заместителем генерального директора, получив под своё начало Институт инновационных технологий ГНЦ РФ — ФЭИ, затем стал директором отделения физико-химических технологий.
В 1976 году защитил кандидатскую диссертацию по теме «Разработка технологии водородной очистки контуров с теплоносителем свинец-висмут», в 1989 году — докторскую диссертацию по теме «Разработка процессов технологии теплоносителя свинец-висмут применительно к ремонтно-перегрузочным режимам работы ЯЭУ». Опубликовал более 300 научных работ, получил более 100 авторских свидетельств. Теоретические изыскания легли в основу проектов в области ядерных технологий, материаловедения и экоологии.
Скоропостижно скончался 11 января 2016 года. Похоронен на кладбище Передоль.

## Награды и премии
За трудовую деятельно удостоен государственных и ведомственных наград:
- медаль «За трудовую доблесть» (1981);
- медаль «300 лет Российскому флоту» (1996);
- почётная грамота министерства и ЦК профсоюза (1999);
- благодарность Министерства Российской Федерации по атомной энергии (1999, 2001);
- «Ветеран атомной энергетики и промышленности» (2001);
- почётная грамота губернатора Калужской области (2004);
- медаль «Столетие подводных сил России» (2006);
- благодарность Федерального агентства по атомной энергии (2006);
- почётная грамота Федерального агентства по атомной энергии (2007);
- знак отличия госкорпорации «Росатом» «Академик И. В. Курчатов» IV степени (2011);
- знак отличия госкорпорации «Росатом» «Академик И. В. Курчатов» III степени (2014);